# Elecciones para regente de Brasil de 1831
Las elecciones para regente de Brasil de 1831 tuvieron lugar para decidir la regencia trina del Imperio del Brasil durante el periodo de regencia que siguió a la abdicación de Pedro I y hasta la mayoría de edad de Pedro II. Ya que en el momento de la abdicación la mayoría de diputados estaba de vacaciones, los pocos presentes (26 senadores y 36 diputados) eligieron una regencia provisional el 7 de abril de 1831 siendo que el 17 de junio de ese mismo año, eligieron una permanente.

## Elección para la regencia trina provisional
Según la Constitución, mientras no se eligiese una regencia permanente, los ministros gobernarían el país:

Governará o Império uma Regência provisional, composta dos Ministros do Império e da Justiça, e dois Conselheiros de Estado mais antigos em exercício, presidida pela Imperatriz viúva e, na sua falta, pelo mais antigo Conselheiro de Estado
Gobernará el Imperio una Regencia provisional, compuesta por los Ministros del Imperio y de Justicia, y dos Consejeros de Estado más antiguos en ejercicio, presidida por la Emperatriz viuda y, en su falta, por el más antiguo Consejero de Estado

Mientras tanto, los liberales alegaron que luego de la renuncia, no había más gabinete y, por eso, dijeron que era la asamblea general la que debía elegir a la regencia. 62 parlamentarios votaron.

### Primer lugar
| Candidato                           | Partido | Votos en Primera Vuelta | Votos en Segunda Vuelta |
| ----------------------------------- | ------- | ----------------------- | ----------------------- |
| José Joaquim Carneiro de Campos     |         | 22                      | 40                      |
| Nicolau Pereira de Campos Vergueiro |         | 14                      |                         |
| Otros/abstenciones                  |         | 26                      | -                       |

### Segundo lugar
| Candidato                               | Partido | Primera Vuelta | Segunda Vuelta |
| --------------------------------------- | ------- | -------------- | -------------- |
| Nicolau Pereira de Campos Vergueiro     |         | 19             | 30             |
| Manoel Caetano de Almeida e Albuquerque |         | 7              | 29             |
| Otros/abstenciones                      |         | 36             | -              |

### Tercera lugar
| Candidato                               | Partido | Votos en Primera Vuelta | Votos en Segunda Vuelta |
| --------------------------------------- | ------- | ----------------------- | ----------------------- |
| Francisco de Lima e Silva               |         | 16                      | 35                      |
| Manoel Caetano de Almeida e Albuquerque |         | 17                      | -                       |
| Otros/abstenciones                      |         | 29                      | -                       |

## Elección para la regencia trina permanente
Participaron 123 parlamentarios. 88 diputados y 35 senadores. Los 3 más votados fueron elegidos. 
| Candidato                                          | Partido | Votos |
| -------------------------------------------------- | ------- | ----- |
| Francisco de Lima e Silva                          |         | 81    |
| José da Costa Carvalho                             |         | 75    |
| João Bráulio Muniz                                 |         | 49    |
| Pedro de Araújo Lima                               |         | 38    |
| Francisco Carneiro de Campos                       |         | 30    |
| Antonio Carlos Ribeiro de Andrada Machado e Silva. |         | 27    |
| José Joaquim Carneiro de Campos                    |         | 17    |
| Manoel Caetano de Almeida e Albuquerque            |         | 7     |
| Nicolau Pereira de Campos Vergueiro                |         | 6     |
| Martim Francisco Ribeiro de Andrada                |         | 6     |
| Otros/abstenciones                                 |         |       |

## Elección regencial de 1835 e 1837
El Acto Adicional de 1834 reformó la Constitución de 1824 para quel a regencia trina pasase a ser de una sola persona y así, el día 7 de abril de 1835, Diogo Antônio Feijó ganó la elección con 2,826 votos superando al senador Holanda Cavalcanti que obtuvo 2,251 votos. Feijó renunció en septiembre de 1837 y en la siguiente elección, el senador Pedro de Araújo Lima fue elegido con 4,380 votos y Holanda Cavalcanti perdió nuevamente al recibir sólo 1981 votos.